# Dan Mihălțianu
Dan Mihălțianu (n. 1954, București) este un artist român contemporan.
În 2019, lucrările lui Dan Mihălțianu, alături de cele ale artiștilor Belu-Simion Făinaru și Miklós Onucsán, reprezintă România la cea de-a 58-a Expoziție Internațională de Artă – La Biennale di Venezia.

## Biografie
Dan Mihălțianu s-a născut în 1954, în București. În anul 1982 a absolvit Institutul de Arte Plastice „Nicolae Grigorescu” din București. În 1990 a fondat, împreună cu Călin Dan și Josif Kiraly, grupul artistic „subREAL”; Mihălțianu a colaborat până în 1993. În perioada 2001-2007 a fost profesor la Academia Bergen – București/ Berlin/ Bergen.

## Expoziții[2]

### Expoziții personale (selecție)
- 1990: Diary, Galeria Galateea, București
- 1994: 1954, Künstlerhaus Bethanien, Berlin, Germania
- 1995: Die Leiden des jungen Bahnwärters, Galeria „Bahnwärterhaus”, Esslingen am Neckar, Germania
- 1996: Fire Water, Art in General, New York, USA
- 1998: KulturKonjak, Gallery Schloss Damtschach, Wernberg, Austria
- 2001: Visningsrommet, USF Verftet, Bergen, Norvegia
- 2005: Liquid Matter, Muzeul Național de Artă Contemporană, București
- 2008: DIVIDED FILES, Stiftelsen 3,14, Galeria Hordaland, Bergen
- 2010: Plaques tournantes, Haus der Kulturen der Welt, Berlin
- 2011: Dan Mihălțianu, Galeria Renate Kammer, Hamburg
- 2013: Dan Mihălțianu – Les Enfants de Ceaușescu et de George Soroș, Galeria Plan B, Berlin.

### Expoziții de grup (selecție)
- 1990: (subREAL) Points East:, Centrul Third Eye, Glasgow
- 1992: Bienala de Artă, Istanbul;
- 1993: Aperto: , Bienala de la Veneția;
  - (subREAL) Erste Schritte, ifa-Galerie, Stuttgart, Bonn, Berlin;
  - (subREAL) Ostranenie, Festivalul Internațional de Video-Art, Bauhaus, Dessau;
  - Aperto, Bienala de la Veneția;
  - Fontanelle, Kunstspeicher, Potsdam;
- 1994: Imaginary Hotel, IGBK, Buntgarnwerke, Leipzig
  - Europa - Europa, Kunst - und Ausstellungshalle, Bonn
- 1995: INTER(n), Muzeul de Artă, Arad, România
- 1996: Eperiment în Arta Românească după 1960, ICCA, București
  - Balt-Orient-Express, IfA-Galerie Berlin, Muzeul Național de Artă, București, WUK, Viena;
- 1997: Ad Hoc, Muzeul de Artă Contemporană – Muzeul Ludwig, Budapesta
  - ...In der Zeit, Schloß Plüschow, Germany
- 1998: Bienala de la Veneția
  - Claims 2, ART IG, Hannover
  - Video Cult/ures, ZKM - Muzeul de Artă Contemporană Karlsruhe
  - Andernorts, Grosse Kunstschau, Worpswede
- 1999: Trasitionland, Muzeul Național de Artă, București
  - Transferatu, ifa-Galerie, Berlin
- 2000: Periferic 4, Iași
- 2001: CTRL [SPACE], ZKM, Karlsruhe
  - Transcafé, Galeria Nouă, București
  - Context, Pavilionul României din cadrul Bienalei de la Veneția
- 2002: Ostensiv, Positionen zeithenossischer Kunst aus Osteuropa, Berlin
  - Overtures – Über Wasser, Gelsenkirchen
  - (subREAL) Artă și Autenticitate, Galeria Glenfiddich, Dufftown
- 2003: Blut & Honig, Sammlung Essl, Klosterneuburg / Viena
  - In Progress, Muzeul Kalinderu, București
  - Zeitgenössisch Kunst  in Berlin, KPM, Berlin
  - Viață Artificială, Tou Scene, Stavanger
- 2004: Not on the Sky & not on the Earth, Muzeul de Artă Modernă, Skopje
- 2004-2006: New Video New Europe, Renaissance Society, Muzeul de Artă Contemporană, Chicago; St. Louis; Tate Modern, Londra; Muzeul Stedelijk, Amsterdam; The Kitchen, New York
- 2004: Other Neighborhood, Art Hall, Tallinn, 2004
- 2005: Urmărind Spațiul, Kunsthall, Bergen, 2005
- 2006: Materie Lichidă, Kunstraum Kreuzberg Bethanien, Berlin
- 2007: Bienala de la Praga, ediția a 3-a
  - Social Cooking Romania, NGBK, Berlin
- 2009: Where to go? Notizen zu den Transformationen nach 1989 – Rotor – association for contemporary art, Graz
  - Transmediale – Transitland Destination Berlin (TCP) – Collegium Hungaricum, Berlin
  - Transitland – The Red House – Centrul pentru Cultură și Comunicare, Sofia
- 2010: Social Cooking Romania, Muzeul Național Brukenthal, Sibiu
  - Transitland in Treste – Studio Tommaseo – Institutul de Cercetare și Promovare a Artei, Trieste
  - Când istoria bate la ușă, Galeria Plan B, Berlin
- 2011: Berliner Zimmer – Muzeul de Artă Contemporană al Macedoniei (MMCA), Thessaloniki;
  - Berliner Zimmer – Muzeul Național de Artă Contemporană (MNAC), București;
  - Berliner Zimmer – Galeria de Artă din Bosnia și Ferzegovina, Sarajevo;
- 2012: Memoriile unei Reci Utopii – Tallinna Kunstihoone / Tallinn Art Hall, Tallinn
  - Berliner Zimmer, Paviljon Cvijeta Zuzoric, Belgrad;
  - Salonul de Vară, Galeria Plan B, Cluj;
  - Berliner Zimmer – HDLU – Asociația Artiștilor din Croația, Zagreb;

## Legături externe
- Arhivat în 6 august 2022, la Wayback Machine., www.sculpture.ro
- , www.art-in.de (germană)
- , www.stiftelsen314.com (engleză)
- , artfacts.net (engleză)
- , Participarea României la cea de-a 58-a Expoziție Internațională de Artă – La Biennale di Venezia